# Jan Zarębski (żołnierz)

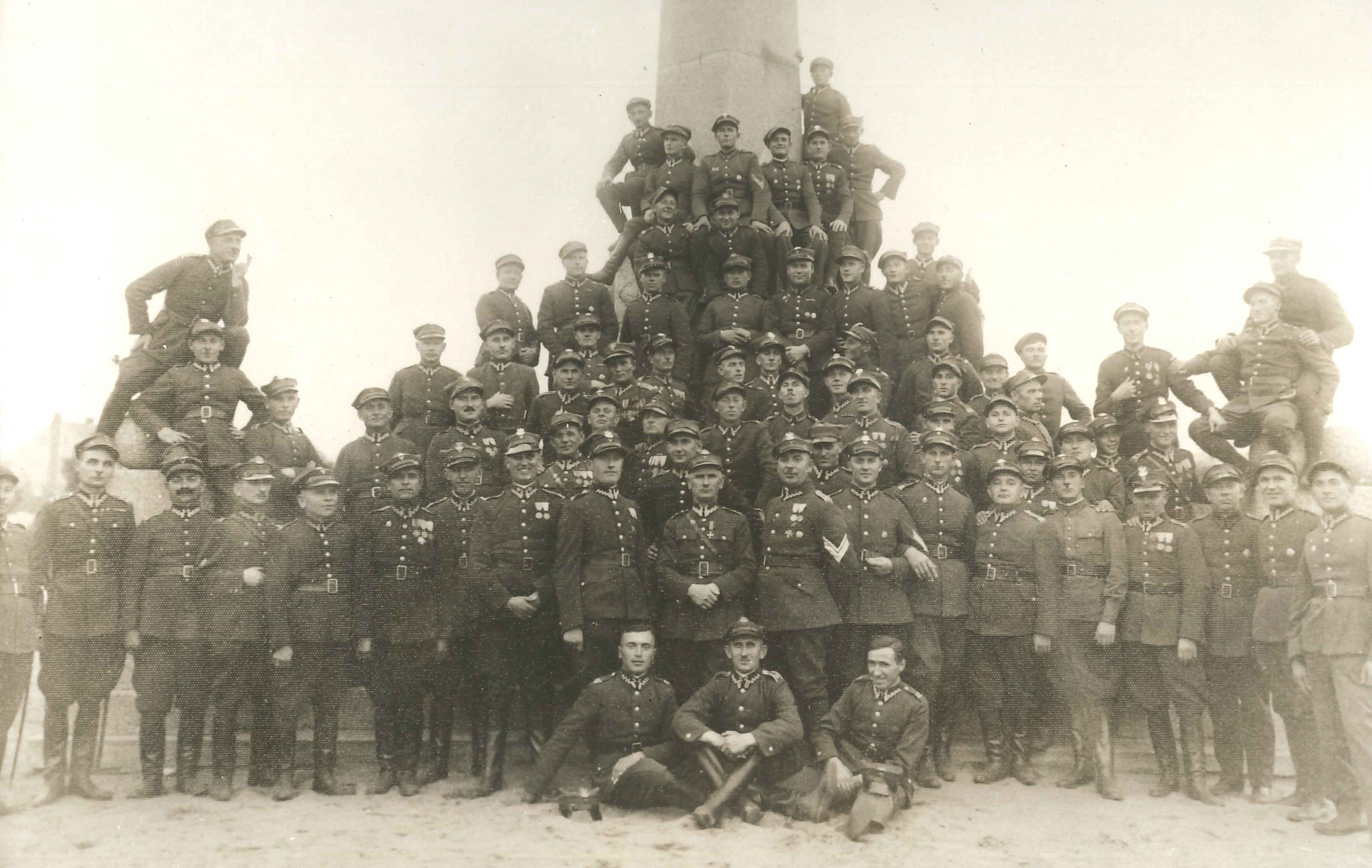
Korpus podoficerski 14 pułku piechoty – chorąży Jan Zarębski stoi pośrodku I rzędu od dołu.

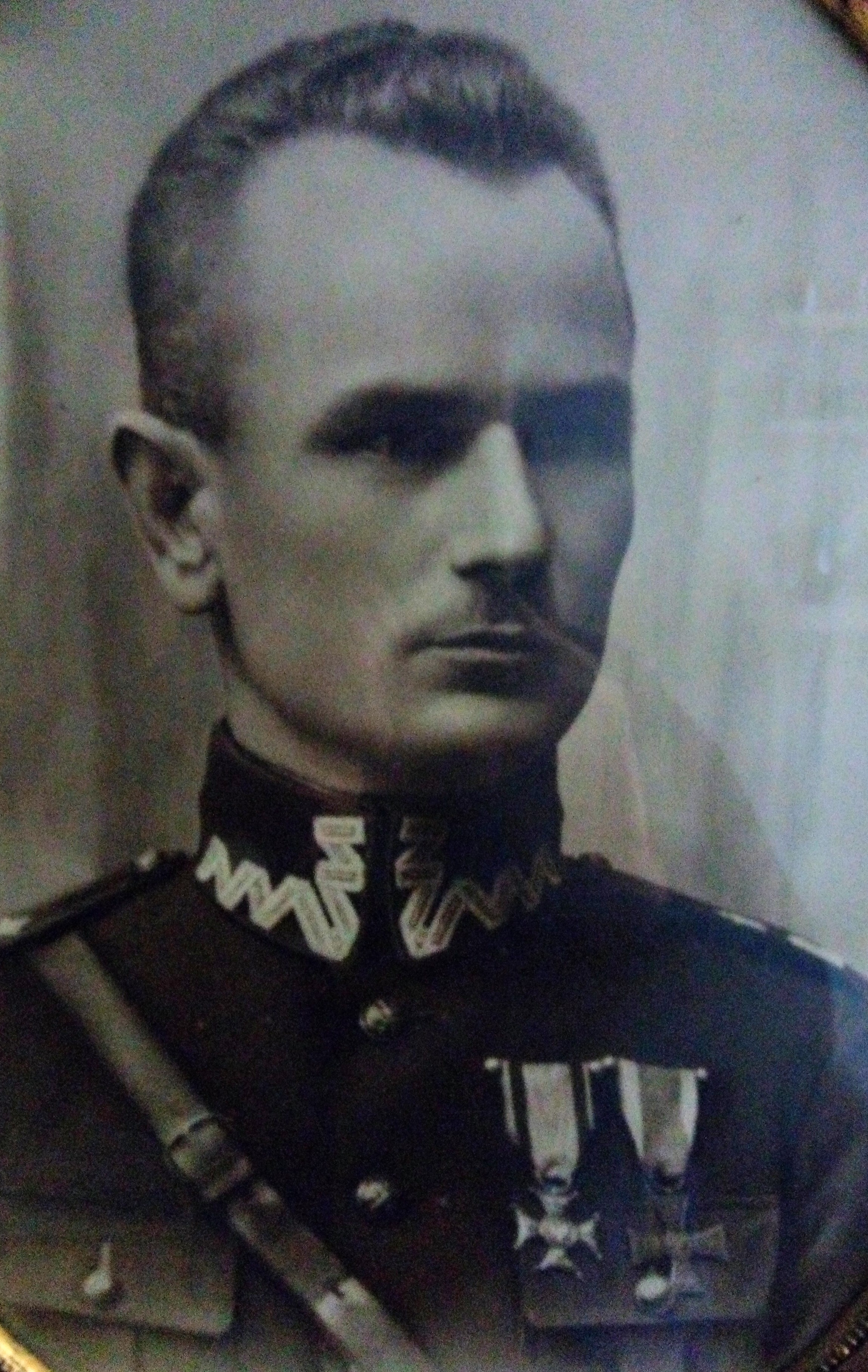
Chor. Jan Zarębski.

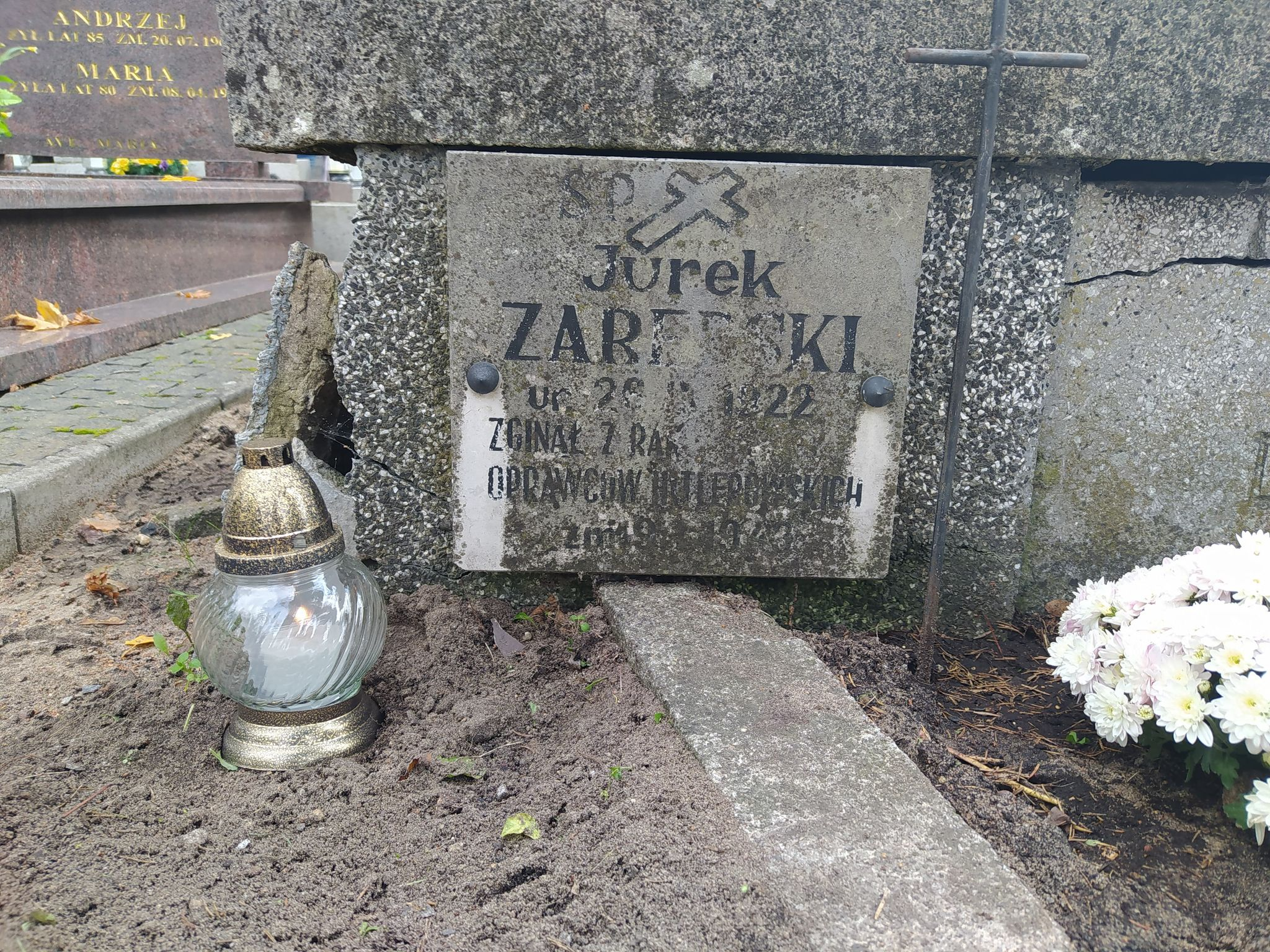
Tablica nagrobna syna chorążego Jana Zarębskiego - Jerzego (zgilotynowanego 9 stycznia 1943)

Jan Zarębski (ur. 20 kwietnia 1890 w Jarosławiu, zm. 15 maja 1945 w Bergen-Belsen) – chorąży piechoty Wojska Polskiego, kawaler Krzyża Srebrnego Orderu Wojskowego Virtuti Militari, członek ruchu oporu w okresie okupacji niemieckiej, porucznik czasu wojny Armii Krajowej.

## Życiorys
Urodził się jako syn Karola i Anny z domu Panek.
W latach 1897-1905 ukończył w Stanisławowie pięć klas szkoły powszechnej i dwie klasy szkoły przemysłowej. W okresie od 1905 do 1908 uczył się tokarstwa żelaza i metalu w Fabryce Maszyn „Kraj” w Stanisławowie, w której do 1911 pracował początkowo jako pomocnik, a potem jako kierownik oddziału maszynowego. Od czerwca 1910 do października 1911 działał w tajnych stanisławowskich organizacjach: Związku Strzeleckim, Towarzystwie Młodzieży Polskiej, Towarzystwie Gimnastycznym „Sokół” i Towarzystwie „Odrodzenie”. Jesienią 1911 wcielony do armii austro-węgierskiej i przydzielony do I batalionu 90 pułku piechoty, detaszowanego w Sarajewie, w którym pełnił służbę czynną do wybuchu I wojny światowej. W okresie I wś walczył, nadal w szeregach I batalionu 90 pp, na frontach: serbskim, czarnogórskim, rumuńskim i włoskim. W randze zastępcy oficera - chorążego (awansowany na ten stopień został w 1917) dowodził oddziałem karabinów maszynowych. Po powrocie z frontu włoskiego (znad Piawy) wstąpił ochotniczo w Jarosławiu, w dniu 22 listopada 1918, do 14 pułku piechoty .
Przyjęty do odrodzonego Wojska Polskiego, w szeregach 14 pułku piechoty brał udział w wojnach polsko-ukraińskiej i polsko-bolszewickiej, początkowo jako dowódca plutonu karabinów maszynowych, a następnie jako dowódca plutonu technicznego. Szczególnie odznaczył się podczas walk z Ukraińcami w trakcie ofensywy w Małopolsce Wschodniej. Dowodził wówczas plutonem w kompanii technicznej 14 pp (kompanią dowodził wówczas por. Otton Czuruk). W dniu 8 lipca 1919 z ośmioma strzelcami ze swego plutonu zgłosili się ochotniczo do wykonania rozkazu dowódcy 4 DP, nakazującego przedrzeć się pod osłoną nocy przez linie nieprzyjacielskie i wysadzić w okolicach wsi Dżuryn tor kolejowy, unieruchamiając tym samym wrogi pociąg pancerny. Chor. Zarębski ze swoim patrolem przedostali się pod Dżuryn i wytrwali w ulewnym deszczu kilka godzin na wybranym do zasadzki stanowisku. Po pojawieniu się nieprzyjacielskiej pancerki (pociągu pancernego) w ostatniej chwili wysadzili tor. Następnie śmiałym wypadem zmusili wroga do wycofania się i porzucenia pociągu, uniemożliwiając jego zniszczenie. Zdobyta pancerka została odesłana na tyły. Wykonana przez chor. Zarębskiego i jego patrol akcja miała duże znaczenie dla sytuacji ofensywnej, gdyż zdobyty pociąg dostarczał amunicję i żywność wojskom Ukraińskim. Czyn ten został podkreślony w komunikacie Dowództwa Frontu Wschodniego i przyniósł chorążemu Zarębskiemu w okresie późniejszym order Virtuti Militari.
Na mocy rozkazu L. 1222 wydanego w dniu 9 września 1920 przez Ministra Spraw Wojskowych gen. por. Kazimierza Sosnkowskiego został zatwierdzony, jako zastępca oficera byłej armii zaborczej, w stopniu chorążego w piechocie. Za wspomniane zdobycie pociągu pancernego chorąży Jan Zarębski z 14 pułku piechoty 4 Dywizji Piechoty odznaczony został, dekretem Wodza Naczelnego marszałka Józefa Piłsudskiego L.2861 z dnia 18 kwietnia 1921, Krzyżem Srebrnym Orderu Wojskowego Virtuti Militari (co ogłoszono w Dzienniku Personalnym Ministerstwa Spraw Wojskowych Nr 16 z dnia 23 kwietnia 1921). Za męstwo wykazane w walkach wojen lat 1918–1920 uhonorowano go również w 1921 Krzyżem Walecznych.
W okresie międzywojennym pełnił zawodową służbę wojskową w 14 pułku piechoty. Początkowo na stanowiskach dowódcy plutonu pionierów i oficera administracji koszar, piastował również funkcje przypisane do etatów oficerskich: młodszego oficera kompanii i oficera materiałowego pułku (od 1925) - w kwatermistrzostwie pułku. W I połowie lat 30. zajmował stanowisko zastępcy oficera materiałowego pułku (oficerem tym był wówczas kpt. Józef Tkaczyk), by w początkach września 1934 objąć funkcję zastępcy oficera mobilizacyjnego pułku (którym był wówczas kpt. Jan Fleischmann). Jan Zarębski znał dobrze języki niemiecki i włoski. Pozostawał zadeklarowanym zwolennikiem polityki Józefa Piłsudskiego . W marcu 1938 wszedł w skład specjalnej pułkowej komisji, która miała zająć się przygotowaniem jednodniówki z okazji zbliżającej się dwudziestej rocznicy powstania 14 pułku piechoty (w skład tej komisji weszli również: mjr Piotr Kunda, kpt. Józef Rodzeń, por. Władysław Wyczółkowski, chor. Stanisław Kopf i ks. proboszcz Franciszek Juszczyk).
Pod koniec lipca 1939 został przeniesiony na stanowisko szefa batalionu Obrony Narodowej „Jabłonowo”. Uczestnik kampanii wrześniowej, po zakończeniu której powrócił do Włocławka i przystąpił do działalności konspiracyjnej. Jednocześnie w latach 1940–1944 pracował jako buchalter w Ciechocinku.
Podczas służby we włocławskim pułku zaangażowany był w działalność Kujawskiego Klubu Sportowego, Polskiego Białego Krzyża, Rodziny Wojskowej oraz Ligi Obrony Powietrznej i Przeciwgazowej.

## Działalność konspiracyjna
Już na przełomie października i listopada 1939 został kierownikiem włocławskiej grupy wchodzącej w skład pionu wojskowego organizacji konspiracyjnej „Grunwald”. Przyjął wówczas pseudonim „Stanisław”. Jego zastępcą został st. sierż. zaw. z 14 pułku piechoty Kazimierz Domeradzki (ps. „Sztywny” i „Żbik”), a w skład grupy weszło wielu podoficerów zawodowych tegoż pułku. W grudniu 1939 chor. Jan Zarębski utworzył przy komendzie „Grunwaldu” komórkę odpowiedzialną za szkolenie harcerzy w zakresie techniki wojskowej. W połowie 1940 doszło do rozłamu w „Grunwaldzie”, w wyniku którego Zarębski, Domeradzki i ich zwolennicy przeszli do Bojowej Organizacji Ludowej (BOL), której silne włocławskie struktury zostały wkrótce przez ich grupę zdominowane. Niedługo potem Jan Zarębski objął stanowisko komendanta włocławskiego rejonu BOL, a jego zastępcą został Kazimierz Domeradzki. Siedzibę sztabu rejonu tej organizacji zorganizowano wówczas w mieszkaniu Zarębskich przy ulicy Biskupiej 11 we Włocławku. Działał również w Polskiej Armii Powstania (PAP), stojąc do połowy 1943 na czele komendy włocławskiego rejonu tej organizacji (stanowisko jego zastępcy piastował st. sierż. K. Domeradzki). Obaj zostali awansowani przez dowódcę PAP Edwarda Słowikowskiego (pseudonim „Biały Grot”) do rangi majora. W połowie 1943 grupa Zarębskiego opuściła struktury Polskiej Armii Powstania.
W sierpniu 1943 ukształtował się we Włocławku (po scaleniu Bojowej Organizacji Ludowej z Armią Krajową) zalążek sztabu komendy Inspektoratu Rejonowego Włocławek AK, w którym odpowiedzialnym za sprawy wojskowe uczyniono chor. Jana Zarębskiego „Stanisława”, odpowiadającym za szkolenie wojskowe został natomiast st. sierż. Kazimierz Domeradzki „Żbik”. Na wniosek mjr. Floriana Sokołowskiego (ps. „Wandalin”) obaj zostali mianowani do stopnia porucznika czasu wojny. Jan Zarębski został również członkiem sztabu Obwodu Włocławek AK. Od sierpnia 1943 siedzibą sztabu rejonu było mieszkanie Jana i Zofii Zarębskich przy ulicy Biskupiej 11. Punkty kontaktowe na terenie miasta i system łączności zorganizował por. cz. w. Kazimierz Domeradzki. Zdekonspirowany Obwód Włocławek AK został rozbity aresztowaniami Gestapo, których apogeum miało miejsce w dniach 5 i 6 czerwca 1944. Zatrzymano wówczas wielu członków komend poszczególnych rejonów i placówek.
Jan Zarębski został aresztowany 6 czerwca 1944 i osadzony we włocławskim więzieniu Gestapo, a następnie 20 czerwca 1944 przetransportowany do więzienia na Radogoszczu (dzielnica Łodzi). Od lipca 1944 do 4 lutego 1945 przebywał w obozie koncentracyjnym Gross-Rosen, a potem w obozie Mittelbau-Dora. Ciężko chory, w stanie beznadziejnym, przewieziony został w dniu 11 maja 1945 do szpitala w Bergen-Belsen. Zmarł z wycieńczenia po wyzwoleniu tego obozu. Postanowieniem Sądu Grodzkiego we Włocławku z 28 marca 1947 roku dzień jego śmierci ustalono na 15 maja 1945.

## Rodzina
Jego żoną była Zofia z domu Marynowicz (ur. 25 czerwca 1901 w Stanisławowie, zm. 14 kwietnia 1979 w Koszalinie). Ich syn Jerzy (ur. 26 września 1922, zm. 9 stycznia 1943) był członkiem Harcerskiego Pogotowia Wojennego oraz wywiadu Ekspozytury „Zachód” Organizacji Wojskowej „Związek Jaszczurczy”. Aresztowany przez Gestapo 11 maja 1942 i osadzony w więzieniu Moabit w Berlinie. Stracony na gilotynie w więzieniu Brandenburg-Görden po procesie członków „Związku Jaszczurczego”. W początkach listopada 1942 ojcu udało się dotrzeć do więzienia w Berlinie, gdzie spotkał się z synem i bezskutecznie prosił o darowanie mu życia . Po wojnie matka, poprzez Międzynarodowy Czerwony Krzyż, sprowadziła prochy syna i we wrześniu 1947  pochowała je uroczyście na włocławskim cmentarzu. Córką Jana i Zofii była Anna (zamężna Świątkiewicz) ps. „Krystyna” (ur. 13 maja 1924 we Włocławku, zm. 21 listopada 2000 w Koszalinie i pochowana na koszalińskim cmentarzu komunalnym) – członkini Tajnej Organizacji Polskiej (TOP), Ruchu Miecz i Pług oraz (od 1943) Armii Krajowej. 

## Ordery i odznaczenia
- Krzyż Srebrny Orderu Wojskowego Virtuti Militari Nr 2376[29]
- Krzyż Walecznych[12]
- Brązowy Krzyż Zasługi[30]
- Medal Pamiątkowy za Wojnę 1918–1921[18]
- Medal Dziesięciolecia Odzyskanej Niepodległości[18]
- Państwowa Odznaka Sportowa[31]